# Billie Lourd
Billie Catherine Lourd (17 juli 1992) is een Amerikaanse actrice, bekend van haar rol in Scream Queens. Ze is de dochter van actrice Carrie Fisher.

## Filmografie
- 2015 - Scream Queens (televisieserie), als Sadie Swenson / Chanel nr. 3
- 2015 - Star Wars: Episode VII: The Force Awakens (speelfilm), als Lieutenant Connix (cameo)
- 2017 - American Horror Story: Cult (televisieserie), als Winter Anderson (+1 afl. Linda Kasabian)
- 2017 - Star Wars: Episode VIII: The Last Jedi (speelfilm), als Lieutenant Connix
- 2018 - American Horror Story: Apocalypse (televisieserie), als Mallory
- 2019 - Star Wars: Episode IX: The Rise of Skywalker (speelfilm), als Lieutenant Connix en jonge Princess Leia
- 2019 - American Horror Story: 1984 (televisieserie), als Montana Duke
- 2022 - Ticket to Paradise (speelfilm), als Wren Butler
- 2025 - Smurfs (speelfilm), als Zorgensmurf (stem)

- Gemeinsame Normdatei: 1198164638
- International Standard Name Identifier: 0000 0004 9788 1907
- Virtual International Authority File: 2081157282923403640004